# Guillaume de La Forest
 (mars 2019).
Si vous disposez d'ouvrages ou d'articles de référence ou si vous connaissez des sites web de qualité traitant du thème abordé ici, merci de compléter l'article en donnant les références utiles à sa vérifiabilité et en les liant à la section « Notes et références ».
Guillaume II de La Forest (? - 1440), chevalier, seigneur de La Forest, du Châtelard-sur-Yenne, du château de Rossillon, et de la Fenarre en Grèce, dans la principauté d’Achaïe, page du Comte Vert, en 1381, écuyer du Comte Rouge qui « lui baille à estrennes une viole de France le jour de l’an 1391 », premier écuyer de Bonne de Bourbon, comtesse et régente de Savoie, chambellan, conseiller et ambassadeur du duc Amédée VIII. 
Il participa à la guerre en France, en 1415, contre le roi Henri V d'Angleterre. En 1422, le duc entreprit la tâche admirable de restaurer la paix entre la France et l’Angleterre et y employa ses meilleurs diplomates. Dès septembre, Guillaume de La Forest reçut ses pouvoirs et partit pour Lyon « voir le Chancelier du dauphin et avecques lui traicter la paix ». En 1426, au mois d’octobre, Amédée VIII envoya « messire Guilherme de La Forest son conseiller escuyer et chambellan en ambasserie au roy du Portugal ». En janvier 1429, il lui donna ses expéditions pour être son ambassadeur extraordinaire et plénipotentiaire « pour traicter le mariage d’entre illustres demoyselle Bonne de Savoye et illustre prince François fils du duc de Bretaigne ». 
Un des ambassadeurs de Savoie à l’Entrevue d’Arras, entre Français et Bourguignons, au mois d’août de la même année. Reçus par le roi Charles VII, qui venait d’arriver dans la ville avec Jeanne d’Arc, ils accomplirent un travail en obtenant une trêve générale, que le roi communiqua à ses sujets en mettant en évidence le rôle joué par les envoyés du duc. En 1430, Amédée VIII donna à Guillaume une pension sur sa cassette. « Il accorde cette marque de sa reconnaissance à son amé et fidelus seutiferis et cambellanus Wilhelmus de Foresta en considération des agréables et louables services par luy rendus à son père, à luy même et à son frère ». 
En 1432, la princesse Marie de Savoie épouse le duc de Milan et toute la cour s’affaire aux préparatifs du mariage. Guillaume de La Forest partit pour Paris « acheter certaines hacquinées à ma dicte dame de Milan ». Il figure aux fêtes et cérémonies qui se déroulèrent au Bourget du Lac, et dans le magnifique cortège de dignitaires et de dames de la cour qui accompagne la princesse en Italie. 
Il mourut avant la fin de 1440. C’est lui qui avait fait reconstruire le chœur de l’église de Rossillon, où il fut inhumé, et bâtir une chapelle latérale, aujourd’hui la sacristie, qui porte les armes des La Forest sur la clé de voûte. Il avait épousé Madeleine de Livron, fille de Richard de Livron, chevalier, seigneur d’Allemogne et de Marguerite de Rossillon Chatillon.